# Ronald Anthony Timoner
Ronald Anthony Parco Timoner (ur. 13 sierpnia 1971 w Daet) – filipiński duchowny rzymskokatolicki, biskup diecezji Pagadian od 2025.

## Życiorys

### Prezbiterat
Święcenia kapłańskie przyjął 1 maja 1997 i został inkardynowany do diecezji Daet. 

### Episkopat
2 kwietnia 2025 papież Franciszek mianował go biskupem diecezji Pagadian. Sakry udzielił mu 13 sierpnia 2025  w Pagadian arcybiskup metropolita Ozamiz Martin Jumoad